# George Rice-Trevor (4e baron Dynevor)
George Rice-Trevor, 4e baron Dynevor (5 août 1795 – 7 octobre 1869) est un homme politique et pair britannique. 

## Biographie
Il est le fils de George Rice (3e baron Dynevor). Il s'inscrit à Christ Church, Oxford le 13 octobre 1812 et reçoit un DCL le 11 juin 1834. Par licence royale, le 28 octobre 1824, il prend le nom de Trevor, après celui de Rice, en héritant des domaines de la famille Trevor à Glynde, Sussex. 
Il est député conservateur du Carmarthenshire, de 1820 à 1831. Aux élections générales de 1831, il choisit de se retirer des Communes au motif que ses opinions politiques divergeaient de celles de ses électeurs. Les années suivantes, cependant, il est réélu, servant jusqu'à son élévation à la pairie en 1852 à la mort de son père. 
Lorsque les Émeutes de Rebecca de 1843-1844 atteignirent Carmarthenshire Rice-Trevor, en tant qu'officier de milice, et député et vice-lieutenant du comté, revient de Londres pour faire face à la situation. Après que les émeutiers aient brûlé les récoltes dans le domaine Dinefwr de son père, il les menacent de représailles armées. La réponse des émeutiers est de creuser une tombe dans le parc et d'annoncer que Rice-Trevor l'occuperait le 10 octobre 1843. Il ne l'a pas fait, mais il a levé tant de troupes et de policiers qu'une caserne a dû être construite pour les accueillir . 
Il devient baron Dynevor et du domaine Dinefwr à la mort de son père en 1852. Il est colonel honoraire dans la milice et de 1852 à 1869, il sert comme Aide de camp auprès de la reine Victoria. 

## Vie privée
Le 27 novembre 1824, il épouse Frances Fitzroy, fille du général Charles Fitzroy (un fils cadet d'Augustus FitzRoy (3e duc de Grafton)). Le couple a plusieurs enfants : 
- Frances Emily Rice (1827 – 26 novembre 1863),
- Caroline Elizabeth Anne Rice-Trevor (1829 - 12 août 1887), épouse Thomas Bateson (1er baron Deramore)
- Selina Rice-Trevor (11 septembre 1836 - 22 janvier 1918)
- Elianore Mary Rice-Trevor (née en 1839)

Dynevor est décédé le 7 octobre 1869, âgé de 74 ans, à Malvern, Worcestershire de paralysie et est enterré dans le caveau familial à Barrington Park, Gloucestershire. Comme il est mort sans descendant masculin, son cousin le révérend Francis Rice (6e baron Dynevor) lui succède à la baronnie. La richesse familiale est passée à ses filles, séparant ainsi la richesse du titre. 